# لقاء مع الماضي (فلم)
لقاء مع الماضي هو فيلم جريمة مصري من إخراج يحيى العلمي وبطولة ميرفت أمين، نور الشريف، عادل أدهم، سهير الباروني، حمدي أحمد، محمد أباظة، فيفي يوسف ومحمود المليجي.

## نبذة
تدور الأحداث حول "حسين" الذى يستطيع الهرب من قبضة الشرطة، إلا أنه يفقد حقيبة بداخلها النقود المزيفة التى كان يقوم بترويجها مع عصابته، وتقبض الشرطة على "محمود" بدلا منه، يتعرف "حسين" على "سحر" ويعمل لدى والدها التاجر المعروف بينما يخفى ماضيه، إلى أن يخرج "محمود" من السجن ويبدأ فى مطاردته من أجل العودة إلى العصابة مرة أخرى، وتتوالى الأحداث.

## طاقم العمل
- ميرفت أمين بدور سحر
- نور الشريف بدور حسين / أحمد زاهر
- عادل أدهم بدور محمود شكري
- سهير الباروني بدور إلهام وحيد
- حمدي أحمد بدور يوسف
- محمد أباظة بدور المعلم كرم
- فيفي يوسف بدور رئيسة الجمعية
- محمود المليجي بدور والد سحر

## وصلات خارجية
- لقاء مع الماضي على موقع الدهليز
- لقاء مع الماضي على موقع قاعدة بيانات الأفلام العربية
- لقاء مع الماضي على موقع الدهليز